# Motohiko Hino
Motohiko „Toko“ Hino (jap. 日野 元彦, Hino Motohiko; * 3. Januar 1946 in Tokio; † 13. Mai 1999) war ein japanischer Jazz-Schlagzeuger.

## Leben und Wirken
Hino war der Bruder des Kornettisten Terumasa Hino, mit dem er auch spielte und aufnahm. Er begann 1963 professionell zu arbeiten, unter anderem mit Hiroshi Watanabe und dem Tokyo Union Orchestra. In Japan nahm er mit Gastmusikern wie Jean-Luc Ponty und Joe Henderson auf. 1971 begleitete er im Gary Peacock Trio die Sängerin Helen Merrill. Er spielte im Quintett seines Bruders auf dem JazzFest Berlin 1971 und auf dem Newport Jazz Festival 1973. Nachdem sein Bruder 1975 in die USA gegangen war, leitete er eigene Trios. 1978 zog auch er in die USA, dort arbeitete u. a. mit Joe Henderson. 1979 spielte er in der Band von Hugh Masekela und ab 1980 in Joanne Brackeens Trio. In seinen Alben nahm er häufig Themen von Rockmusikern wie Mick Jagger, Keith Richards, Jimmy Page und Robert Plant auf. Er ist auch auf Alben von Bob Degen, Johnny Hartman, Roland Hanna, Toshiko Akiyoshi, Lew Tabackin, Mal Waldron und Kiyoshi Sugimoto zu hören. Sein Schlagzeugspiel ist von Tony Williams und Elvin Jones beeinflusst.

## Diskografie
- Motohiko Ino First Album mit Hideo Ichikawa, Yoshio Ikeda, Kunimitsu Inaba, Takao Uematsu, 1971
- Sailing Stone mit Terumasa Hino, Toko Hino, Dave Liebman, Karen Mantler, Marc Muller, Mike Stern, Steve Swallow, 1991
- It’s There mit John Scofield, Mike Stern, Dave Liebman, Terumasa Hino, Karen Mantler, Steve Swallow, 1993
- Hip Bone, 1999
- Flash, 1999
- Ryuhyo: Sailing Ice mit Nobuyoshi Ino, Yasuaki Shimizu, Kazumi Watanabe, Mabumi Yamaguchi, 1999
- Pyramid, 2000
- Trade Wind, 2000
- Trans-Blue, 2000